# 内龙 (厄尔-卢瓦省)
内龙（法語：Néron，法語發音：[neʁɔ̃] ⓘ）是法国厄尔-卢瓦省的一个市镇，属于德勒区。

## 地理
内龙（48°36'9"N, 1°30'54"E）面积19.04 平方千米，位于法国中央-卢瓦尔河谷大区厄尔-卢瓦省，该省份为法国北部内陆省份，北起顺时针与厄尔省、伊夫林省、埃松省、卢瓦雷省、卢瓦-谢尔省、萨尔特省和奧恩省接壤。
与内龙接壤的市镇（或旧市镇、城区）包括：诺让勒鲁瓦、特朗布莱莱维拉日、布格兰瓦勒、沙尔坦维利耶、奥尔穆瓦。

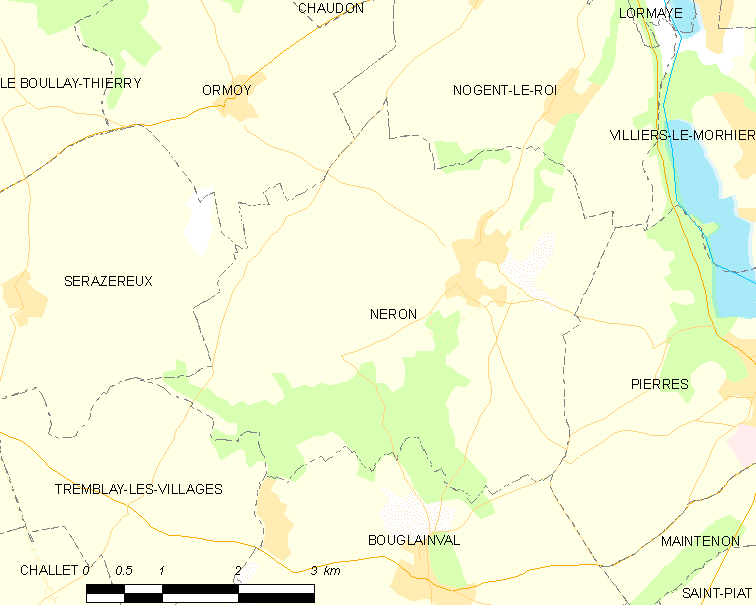
的OSM定位图

内龙的时区为UTC+01:00、UTC+02:00（夏令时）。

## 行政
内龙的邮政编码为28210，INSEE市镇编码为28275。

## 政治
内龙所属的省级选区为埃佩尔农县。

## 人口

1962-2008年间人口变化图示

内龙于2022年1月1日时的人口数量为699人。